# Tscheremchowo (Kaliningrad)
Tscheremchowo (russisch Черемхово, deutsch Dossitten) ist ein Ort in der russischen Oblast Kaliningrad. Er gehört zur kommunalen Selbstverwaltungseinheit Stadtkreis Gurjewsk im Rajon Gurjewsk.

## Geographische Lage
Tscheremchowo liegt zehn Kilometer östlich der Oblasthauptstadt Kaliningrad (Königsberg) an der Kommunalstraße 27K-052 von Gurjewsk (Neuhausen) zur Kommunalstraße 27K-070 in der Nähe von Poddubnoje (Fürstenwalde). Bis 1945 war Sonnigkeim (russisch: Sasanowka) die nächste Bahnstation an der Strecke von Königsberg (Preußen) nach Tapiau (Gwardeisk) der Königsberger Kleinbahn, die nicht mehr in Betrieb ist.

## Geschichte
Das vor 1946 Dossitten genannte Dorf wurde im Jahre 1395 gegründet. Zwischen 1874 und 1945 war das Dossitten in den Amtsbezirk Bulitten (russisch: Awangardnoje) eingegliedert und gehörte zum Landkreis Königsberg (Preußen) (1939 bis 1945 Landkreis Samland) im Regierungsbezirk Königsberg der preußischen Provinz Ostpreußen. Im Jahre 1910 zählte der Ort 77 Einwohner.
Am 30. September 1928 schloss sich die Landgemeinde Dossitten mit der Landgemeinde Neidtkeim und den Gutsbezirken Fürstenwalde (russisch: Poddubnoje) und Sonnigkeim (Sasanowka) zur neuen Landgemeinde Dossitten zusammen, die 1933 insgesamt 413 und 1939 bereits 464 Einwohner zählte.
Infolge des Zweiten Weltkrieges kam Dossitten mit dem nördlichen Ostpreußen zur Sowjetunion. Im Jahr 1947 erhielt der Ort die russische Bezeichnung Tscheremchowo und wurde gleichzeitig dem Dorfsowjet Jaroslawski selski Sowet im Rajon Gurjewsk zugeordnet. Später gelangte der Ort in den Nisowski selski Sowet. Von 2008 bis 2013 gehörte Tscheremchowo zur Landgemeinde Nisowskoje selskoje posselenije und seither zum Stadtkreis Gurjewsk.

## Kirche
Aufgrund seiner fast ausnahmslos evangelischen Bevölkerung war Dossitten bis 1945 in das Kirchspiel Neuhausen (russisch: Gurjewsk) eingegliedert. Es gehörte zum Kirchenkreis Königsberg-Land II in der Kirchenprovinz Ostpreußen der Kirche der Altpreußischen Union. Letzter deutscher Geistlicher war Pfarrer Herbert Schott.
Heute liegt Tscheremchowo im Einzugsbereich der evangelisch-lutherischen Auferstehungskirche in Kaliningrad (Königsberg). Sie ist die Hauptkirche der in den 1990er Jahren entstandenen Propstei Kaliningrad der Evangelisch-lutherischen Kirche Europäisches Russland (ELKER).